# SG-1000

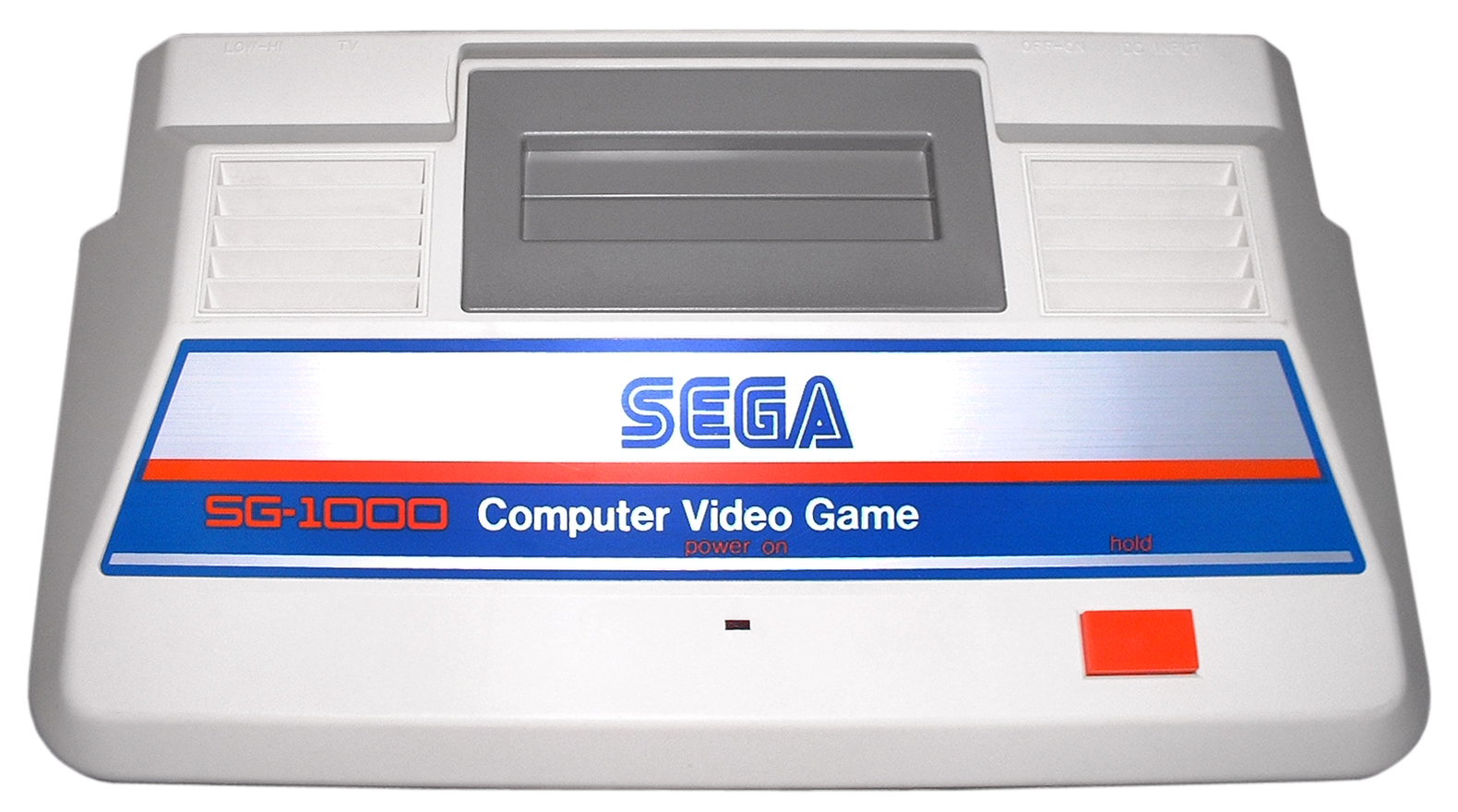
Sega SG-1000

SG-1000 (Sega Game 1000) byla první kazetová videoherní konzole od firmy Sega. Poprvé vyšla na Japonském trhu v Červenci, 1983. Konzole zde neměla příliš velký úspěch a prodávala se lépe do roku 1985 na Asijském trhu. Také vyšla na Novém Zélandu pod Grandstand Leisure Limited, Austrálii, Itálii, Španělsku a Jižní Africe. Konzole se nikdy neprodávala v její originální podobě v Severní Americe.
Výrobce her Tsukada Original vytvořil Othello Multivision, což byl SG-1000 klon. Bit Corp. Dina 2-in-1 ColecoVision klon (Telegames Personal Arcade) vyšel v Severní Americe od společnosti Telegames, na kterém se daly hrát ColecoVision a SG-1000 hry. Další verze konzole byly: SG-1000 II(změněný design), Sega Mark III(vylepšený hardware), Sega SC-3000 (domácí počítač).

## Hardware
- CPU: NEC 780C, 3.5 MHz
- RAM: 16 kbit (2 kB)
- Video RAM: 128 kbit (16 kB)
- Video procesor: Texas Instruments TMS9928A
  - 256x192, 16 barev
- Zvukový čip: Texas Instruments SN76489
  - 4-kanálový, mono

## SG-1000 hry

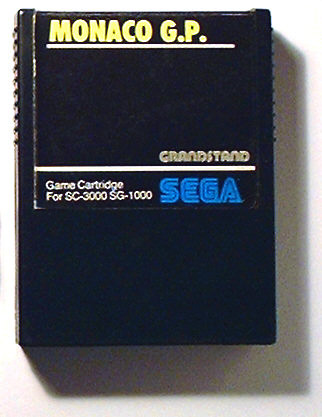
Monaco GP

007,
3-Jin Mahjong,
Bank Panic,
Bomb Jack,
Borderline,
C-SO!,
Chack'n Pop,
Challenge Derby,
Champion Baseball,
Champion Billiards,
Champion Boxing,
Champion Golf,
Champion Ice Hockey,
Champion Kendo,
Champion Pro Wrestling
Champion Soccer,
Champion Tennis,
Championship Lode Runner,
Choplifter,
Chuugaku Hisshuu Ei,
Congo Bongo,
DokiDoki Penguin Land,
Dragon Wang,
Drol,
Elevator Action,
Exerion,
Flicky,
Flipper,
Girl's Garden,
Golgo 13,
GP World,
Gulkave,
Guzzler,
H.E.R.O.,
Hang-On II,
Home Mahjong,
Hustle Chumy,
Hyper Sports,
Lode Runner,
Mahjong,
Monaco GP,
N-Sub,
Ninja Princess,
Okamoto Ayako no Match Play Golf,
Orguss,
Othello,
Pacar,
Pachinko,
Pachinko II,
Pitfall II,
Pop Flamer,
Q*bert,
Rock N' Bolt,
Safari Hunting,
Safari Race,
Sega Galaga,
Serizawa Yadan no Tsume Shogi,
SG-1000,
Shinnyuushain Tooru-kun,
Sindbad Mystery,
Soukoban,
Space Armor,
Space Invaders,
Space Mountain,
Space Slalom,
Star Force,
Star Jacker,
Super Tank,
The Black Onyx,
The Castle,
Wonder Boy,
Yamato,
Zaxxon,
Zippy Race,
Zoom 909